# Samson Bodnărescu
Samson L. Bodnărescu (n. 27 iunie 1840, satul Voitinel, Imperiul Austriac – d. 3 martie 1902, Pomârla, județul Botoșani) a fost un scriitor și poet român, membru al societății culturale „Junimea”.

## Biografie
Samson Bodnărescu a urmat studii liceale la Cernăuți și Rădăuți după care a ocupat un post de profesor și pedagog la Institutele Unite din Iași și a participat la activitatea Junimii. A urmat studii universitare de filozofie la Viena, Berlin și Giessen, întorcându-se la Iași în 1870 după obținerea doctoratului în filosofie. A ocupat un post de bibliotecar la Biblioteca Universității și apoi a fost director al Institutul Normal „Vasile Lupu”. În locuința sa din curtea Mănăstirii Trei Ierarhi, Samson Bodnărescu i-a găzduit pe Mihai Eminescu și Miron Pompiliu.
În 1879 a fost numit director al Institutului „Anastasie Bașotă” din Pomârla, județul Botoșani unde a activat până în 1902, când s-a stins din viață.

## Opera
Samson Bodnărescu a scris poeme cu caracter filosofic idealist, epigrame, elegii, piesa de teatru în cinci acte „Roman și Viorica sau Voința e puterea vieții” (1864), drama istorică „Ilie Vodă” și tragediile „Rienzi”, (1868, inspirată din opera cu același titlu a scriitorului englez Edward Bulwer-Lytton) și „Lăpușneanu-Vodă”  (1878-1879), de valoare literară minoră.
- Din scrierile lui Samson Bodnărescu, Cernăuți, Tipografia Archiepiscopală - Editura Autorului, 1884
- Scrieri, editor Paul Lăzărescu, București, Editura pentru Literatură, 1968